# Diga del Narèt II
La diga del Narèt II è una diga ad arco a gravità, situata in Svizzera, nel Canton Ticino, nel comune di Lavizzara.

## Descrizione
Ha un'altezza di 45 metri e il coronamento è lungo 260 metri. Il volume della diga è di 69.000 metri cubi.
Il lago creato dallo sbarramento, il lago del Narèt ha un volume massimo di 31,6 milioni di metri cubi, una lunghezza di 1,1 km e un'altitudine massima di 2310 m s.l.m. Lo sfioratore ha una capacità di 15 metri cubi al secondo. Le acque del lago vengono sfruttate dalle Officine idroelettriche della Maggia SA (OFIMA).
È stata costruita nel 1970 parallelamente alla diga del Narèt I.

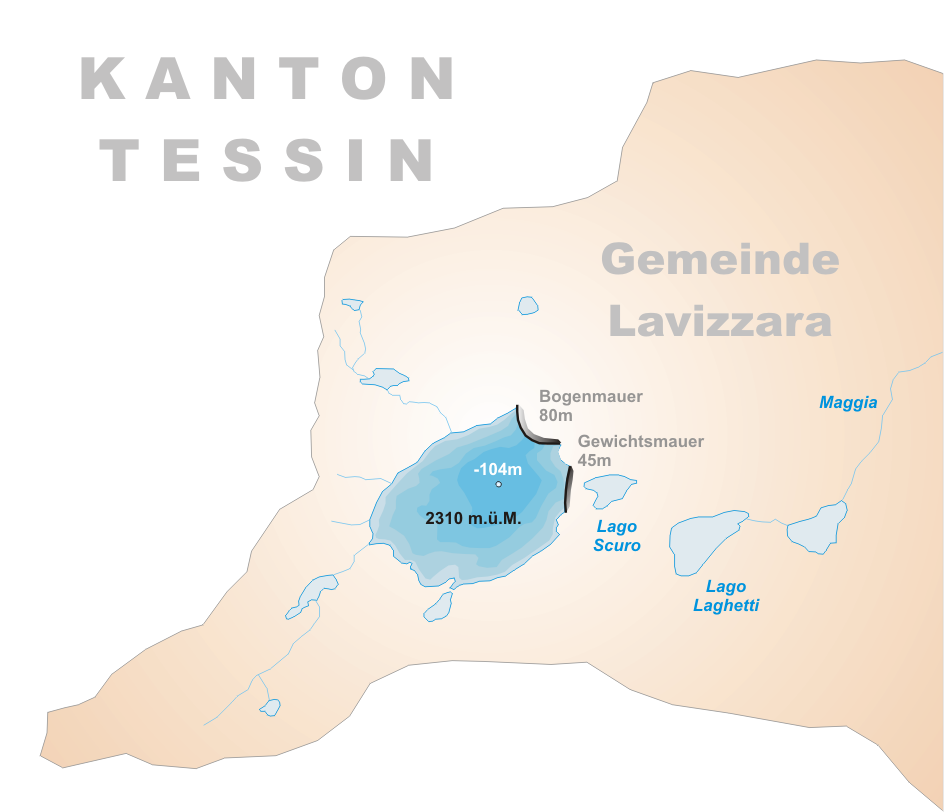
Mappa del lago, la diga II è quella a sud